# Ataques de Bamako de 2024
El 17 de septiembre de 2024, un grupo de militares armados atacaron distintos lugares de Bamako, la capital de Malí, incluidas instalaciones policiales y militares. Al menos 77 personas murieron y más de 255 resultaron heridas. El grupo militante islamista Jama'at Nusrat al-Islam wal Muslimin, afiliado a Al Qaeda, se atribuyó la responsabilidad del ataque.

## Antecedentes
Mali se encuentra en estado de conflicto desde 2012 debido a grupos vinculados a Al Qaeda, Estado Islámico, rebeldes tuareg, fuerzas de defensa autoproclamadas y bandidos. En un esfuerzo por resolver la situación, las Fuerzas Armadas de Malí derrocaron al gobierno civil en un golpe de Estado en 2020 y recurrieron a permitir la entrada de mercenarios rusos para luchar contra los insurgentes. La propia Bamako se ha visto prácticamente intacta por los combates; el último incidente relacionado fue un ataque al hotel Radisson Blu en 2015 en el que murieron 20 personas.

## Ataques
Los ataques comenzaron en la madrugada del 17 de septiembre de 2024, alrededor de las 05:00 horas, cuando hombres armados atacaron varios lugares de la ciudad, incluido el barrio de Banankabougou, la escuela de policía militar de Faladie  que alberga unidades de élite de la gendarmería maliense  en el sureste de Bamako, y el aeropuerto militar cercano, que el JNIM afirmó haber tomado por completo. Los ataques provocaron el cierre del Aeropuerto Internacional Modibo Keita, adyacente al aeropuerto militar, mientras que también se informó de enfrentamientos en una estación de policía que controla el acceso al primero. El JNIM afirmó haber destruido seis aviones, incluidos varios aviones de combate, y un dron, y abrió fuego contra una plataforma de dron  y el hangar presidencial del aeropuerto militar. Un avión utilizado para labores humanitarias por el Programa Mundial de Alimentos también resultó dañado en tierra, según su propietario, la National Airways Corporation, con sede en Sudáfrica, añadiendo que su tripulación y su personal estaban resguardados en una casa segura. También se dijo que los ataques provocaron fuego a varios edificios e infraestructuras.
Los ataques duraron aproximadamente nueve horas  antes de ser finalmente reprimidos por las fuerzas del gobierno maliense más tarde ese mismo día, con el Jefe del Estado Mayor de las Fuerzas Armadas, el General de División Oumar Diarra visitando la escuela Faladie y declarando que «todos los terroristas que atacaron la instalación habían sido 'eutralizados'».

## Víctimas
Las estimaciones sobre las víctimas variaron: el número de muertos osciló entre 77 y más de 100, mientras que otras 255 personas resultaron heridas. Entre los muertos había 50 estudiantes de la policía militar que fueron enterrados el 19 de septiembre. Se cree que al menos 20 militantes fueron capturados, mientras que el JNIM reconoció la pérdida de unas pocas docenas de sus combatientes  mientras infligía "cientos" de bajas, incluso a miembros del Grupo Wagner. Un miembro del personal de seguridad de las Naciones Unidas también resultó herido.